# Szydłówka (województwo łódzkie)
Szydłówka – kolonia w Polsce położona w województwie łódzkim, w powiecie piotrkowskim, w gminie Grabica, przy drodze krajowej nr 12.
W latach 1975–1998 miejscowość administracyjnie należała do województwa piotrkowskiego.